# Haute École de Lucerne

Logo

La Haute École de Lucerne (HSLU), appelée Hochschule Luzern en allemand et Lucerne University of Applied Sciences and Arts en anglais est une haute école publique de Suisse fondée en 1997 à Lucerne. Elle accueille environ 6 000 étudiants.

## Départements
- Haute école d'ingénieurs et d'architecture
- Haute école de gestion et d'économie
- Haute école de travail social
- Haute école d'art et design
- Haute école de musique

## Anciens étudiants connus
- Sebastian Bohren (1987-), violoniste suisse.
- Claudia Caviezel (1977-), artiste et designer textile.
- Hans Emmenegger (1866-1940), peintre suisse.
- Francesca Sanna (1991-), illustratrice et autrice de littérature d'enfance et de jeunesse.